# 丁钊
丁钊（1920年12月—2015年3月28日），原名丁尔思。山东黄县北巷子村人，中国人民解放军将领。

## 生平
1938年在本县参加青年抗日救国会和中华民族解放先锋队。1939年参加八路军，同年加入中国共产党。曾任八路军山东纵队蓬黄战区指挥部特务大队排政治员，连副政治指导员，胶东军区第三军分区独立2营宣传干事、党分支书记，山东纵队第5支队3团1营政治教导员，胶东军区特务营政治教导员、营长兼政治教导员。参加了胶东地区反扫荡作战。抗日战争胜利后，任胶东军区特务团代理政治委员兼政治处主任，特务团政治委员，胶东军区新5师13团团长兼政治委员，华东野战军第13纵队37师政治部主任、代理副政治委员，第三野战军31军91师副政治委员。参加了胶东保卫战和兖州战役、济南战役、淮海战役、渡江战役、上海战役、福州战役等。
中华人民共和国成立后后，历任空军陆战军第一旅副政治委员，第一师政治委员。1962年任空降兵第十五军副政治委员，1964年兼政治部主任。1964年，授中国人民解放军少将军衔，获二级独立自由勋章、二级解放勋章。1966年至1971年任成都军区空军指挥所政治委员。是中共九大代表。2015年3月28日，在大连去世。